# Rachel Lardière
Pour les articles homonymes, voir Lardière.
Rachel Lardière est une nageuse handisport française, née le 28 juin 1970, à Sainte-Colombe (Rhône).
Elle a notamment obtenu une médaille d'argent en 100 m brasse SB5 lors des Jeux paralympiques de 2008 à Pékin.
Sur la même distance et dans la même catégorie, elle a également remporté une médaille de bronze aux Championnats du monde de natation 2010 à Eindhoven, ainsi que deux médailles d'argent aux Championnats d'Europe, en 2009 à Reykjavik puis en 2011 à Berlin. Elle a aussi eu une médaille de bronze en relai 4 × 100 m 4 nages aux Championnats du monde en petit bassin en 2009.
Elle a également participé aux Jeux paralympiques de 2004 à Athènes.
Elle est faite chevalier de l'ordre national du Mérite en 2008.
Par ailleurs, elle a fait des études de biochimie.